# رابرت واتسون-وات
رابرت واتسون-وات (به انگلیسی: Robert Watson-Watt) ‏(۱۳ آوریل ۱۸۹۲ - ۵ دسامبر ۱۹۷۳) یک فیزیک‌دان اسکاتلندی بود. بسیاری او را مخترع رادار می‌دانند؛ هرچند که در حقیقت اختراع رادار را نیز مانند بسیاری از فناوری‌های دیگر نمی‌توان به شخصی خاص نسبت داد، زیرا اختراع رادار (به صورت بسیار اوّلیّه) کار فردی غیر از رابرت واتسون-وات بود، و کاری که واتسون-وات کرد توسعه و بهبود رادار بود. یکی دیگر از اختراعات مهم او دستگاه ماکروویو می باشد